# André de Montbard
André (Andrzej) de Montbard (Montbar, Montbart) (zm. 17 stycznia 1156), piąty wielki mistrz zakonu templariuszy w 1153–1156.
Brat matki Bernarda z Clairvaux – Alety de Montbard. 
Początkowo mnich z opactwa cysterskiego w Clairvaux. Dołączył do grupy rycerzy towarzyszących Eustachemu de Boulogne do Ziemi Świętej. Po rezygnacji tego ostatniego z kontynuowania podróży, dołączył do garstki flamandzkich rycerzy, którzy tę podróż pragnęli zakończyć. 
W Jerozolimie pojawił się w 1118, a w 1125 dołączył do bractwa Hugona de Payens, stając się tym samym jednym z 9 pierwszych braci-współorganizatorów zakonu. W zakonie służył przez 38 lat, piastując najwyższe urzędy. W 1150 r. został seneszalem zakonu. Z wujem Bernardem oprócz więzów pokrewieństwa łączyła go także głęboka przyjaźń znajdująca odzwierciedlenie w wymienianej przez nich korespondencji. Okres jego krótkich rządów w zakonie nie odznaczył się niczym szczególnym.